# Чичерале
Чичерале (італ. Cicerale) — муніципалітет в Італії, у регіоні Кампанія,  провінція Салерно.
Чичерале розташоване на відстані близько 290 км на південний схід від Рима, 95 км на південний схід від Неаполя, 50 км на південний схід від Салерно.
Населення — 1240 осіб (2014).
Щорічний фестиваль відбувається 19 серпня. Покровитель — святий Юрій.

## Демографія
Населення за роками:

Станом на 1 січня 2023 року в муніципалітеті офіційно проживали 43 іноземці з 16 країн, серед них 13 громадян країн Євросоюзу та 7 громадян України.

## Сусідні муніципалітети
- Агрополі
- Капаччо-Паестум
- Джунгано
- Монтефорте-Чиленто
- Ольястро-Чиленто
- Перито
- Приньяно-Чиленто
- Трентінара